# Strongylida
L'ordine Strongylida include molte importanti specie di nematodi parassiti dell'apparato gastrointestinale di ruminanti, equini, suini e dell'uomo, comunemente detti strongili.
Le principali famiglie che comprende sono:
- Ancylostomatoidea
  - Ancylostomatidae - Dotati di cavità boccali più grandi, infestano l'intestino dei monogastrici, uomo incluso, penetrando tramite l'epitelio.
- Diaphanocephaloidea
  - Diaphanocephalidae - Parassiti dei rettili.Parte del loro ciclo avviene nel suolo.
- Heligmosomoidea
  - Heligmosomidae
- Metastrongyloidea - Hanno come ospite intermedio un mollusco; infestano le vene principali dei mammiferi, terrestri e acquatici. 
  - Angiostrongylidae
  - Crenosomatidae
  - Filaroididae
  - Metastrongylidae
  - Protostrongylidae
  - Pseudaliidae
  - Syngamidae
- Molineoidea
  - Molineidae
- Strongyloidea
  - Chabertiidae
  - Cloacinidae
  - Deletrocephalidae
  - Stephanuridae
  - Strongylidae
- Trichostrongyloidea
  - Amidostomatidae
  - Cooperiidae
  - Dictyocaulidae
  - Dromaeostrongylidae
  - Haemonchidae
  - Heligmonellidae
  - Heligmosomatidae
  - Herpetostrongylidae
  - Mackerrasrtongylidae
  - Nicollinidae
  - Trichostrongylidae